# Nature Machine Intelligence
Nature Machine Intelligence — це щомісячний рецензований науковий журнал, який публікується видавництвом Nature Portfolio та присвячений машинному навчанню та штучному інтелекту (ШІ). Головний редактор Лісбет Венема.
За даними Journal Citation Reports, імпакт-фактор журналу 2021 року становить 25,898, що ставить його на 1 місце серед 144 журналів у категорії «Комп’ютерні науки, штучний інтелект» і перше місце серед 113 журналів у категорії «Комп’ютерні науки, Міждисциплінарне застосування».

## Історія
Журнал був запущений у січні 2019 року, і його відкриття було зустрінуте суперечками в дослідницькій спільноті машинного навчання через модель бізнесу Nature Portfolio, а саме публікацію статей у закритому доступі. Щоб вирішити цю проблему, тепер Nature Machine Intelligence надає авторам можливість публікувати документи у відкритому доступі за додаткову плату, і «автори залишаються власниками повідомленого дослідження, а код і дані, що підтверджують основні висновки статті, повинні бути у відкритому доступі. Крім того, препринти дозволені, фактично заохочуються, і посилання на препринт можна додати під анотацію, видиму для всіх читачів».

## Цілі та сфера застосування
Nature Machine Intelligence публікує високоякісні оригінальні дослідження та огляди з широкого кола тем машинного навчання, робототехніки та ШІ. Журнал також досліджує та обговорює значний вплив, який ці галузі мають на інші наукові дисципліни, а також на багато аспектів суспільства, промисловості, як наукові відкриття, охорона здоров’я, медична діагностика, безпечні та стійкі міста, транспорт і сільське господарство. У той же час виникає багато важливих питань етичної, соціальної та правової тематики, особливо з огляду на швидкий темп розвитку (див. також Прискорення змін). Nature Machine Intelligence надає платформу для обговорення цих широких наслідків — заохочуючи міждисциплінарний діалог — за допомогою коментарів, новин, статей із новин і переглядів, а також листування.
Як і всі журнали під брендом Nature, Nature Machine Intelligence керується командою професійних редакторів і відданий чесному та суворому процесу рецензування, високим стандартам редагування та виробництва копій, швидкій публікації та редакційній незалежності.

## Тематика журналу
Штучний інтелект, робототехніка, когнітивістика, взаємодія людини та робота, машинне навчання, глибоке навчання, навчання з підкріпленням, навчання роботів, штучні нейронні мережі, символічний штучний інтелект, комп’ютерний зір, обробка природної мови, генетичні та еволюційні обчислення  (див. Біоінформатика), нейроінформатика, гуманоїдні роботи, ройові робототехніки, біотехніка, м’яка робототехніка, багатоагентні системи тощо.